# نورمان بولر
نورمان بولر (بالإنجليزية: Norman Bowler)‏ هو ممثل بريطاني، ولد في 1 أغسطس 1932 في لندن في المملكة المتحدة.

## وصلات خارجية
- نورمان بولر على موقع IMDb (الإنجليزية)
- نورمان بولر على موقع ألو سيني (الفرنسية)
- نورمان بولر على موقع أول موفي (الإنجليزية)
- نورمان بولر على موقع قاعدة بيانات الأفلام السويدية (السويدية)
- نورمان بولر على موقع قاعدة بيانات الفيلم (الإنجليزية)
- نورمان بولر على موقع كينوبويسك (الروسية)